# Campeonato Mundial de Patinação Artística no Gelo de 2019
O Campeonato Mundial de Patinação Artística no Gelo de 2019 foi a centésima nona edição do Campeonato Mundial de Patinação Artística no Gelo, um evento anual de patinação artística no gelo organizado pela União Internacional de Patinação (em inglês:  International Skating Union) onde os patinadores artísticos competem pelo título de campeão mundial. A competição foi disputada entre os dias 18 de março e 24 de março, na cidade de Saitama, Japão. 

## Eventos
- Individual masculino
- Individual feminino
- Duplas
- Dança no gelo

## Resultados

### Individual Masculino[2]
| Pos.                                                  | Nome                 | Nacionalidade  | Total points | PC | PC     | PL | PL     |
| ----------------------------------------------------- | -------------------- | -------------- | ------------ | -- | ------ | -- | ------ |
| 1                                                     | Nathan Chen          | Estados Unidos | 323.42       | 1  | 107.40 | 1  | 216.02 |
| 2                                                     | Yuzuru Hanyu         | Japão          | 300.97       | 3  | 94.87  | 2  | 206.10 |
| 3                                                     | Vincent Zhou         | Estados Unidos | 281.16       | 4  | 94.17  | 3  | 186.99 |
| 4                                                     | Shoma Uno            | Japão          | 270.32       | 6  | 91.40  | 4  | 178.92 |
| 5                                                     | Jin Boyang           | China          | 262.71       | 9  | 84.26  | 5  | 178.45 |
| 6                                                     | Mikhail Kolyada      | Rússia         | 262.44       | 10 | 84.23  | 6  | 178.21 |
| 7                                                     | Matteo Rizzo         | Itália         | 257.66       | 5  | 93.37  | 10 | 164.29 |
| 8                                                     | Michal Březina       | Chéquia        | 254.28       | 8  | 86.96  | 8  | 167.32 |
| 9                                                     | Jason Brown          | Estados Unidos | 254.15       | 2  | 96.81  | 14 | 157.34 |
| 10                                                    | Andrei Lazukin       | Rússia         | 248.74       | 11 | 84.05  | 9  | 164.69 |
| 11                                                    | Kévin Aymoz          | França         | 247.47       | 7  | 88.24  | 12 | 159.23 |
| 12                                                    | Alexander Samarin    | Rússia         | 246.33       | 20 | 78.38  | 7  | 167.95 |
| 13                                                    | Morisi Kvitelashvili | Geórgia        | 240.74       | 12 | 82.67  | 13 | 158.07 |
| 14                                                    | Keiji Tanaka         | Japão          | 238.40       | 19 | 78.76  | 11 | 159.64 |
| 15                                                    | Keegan Messing       | Canadá         | 237.64       | 14 | 82.38  | 15 | 155.26 |
| 16                                                    | Nam Nguyen           | Canadá         | 237.27       | 13 | 82.51  | 16 | 154.76 |
| 17                                                    | Vladimir Litvintsev  | Azerbaijão     | 230.84       | 16 | 81.46  | 19 | 149.38 |
| 18                                                    | Alexander Majorov    | Suécia         | 229.72       | 17 | 79.17  | 17 | 150.55 |
| 19                                                    | Cha Jun-hwan         | Coreia do Sul  | 229.26       | 18 | 79.17  | 18 | 150.09 |
| 20                                                    | Brendan Kerry        | Austrália      | 222.02       | 21 | 78.26  | 21 | 143.76 |
| 21                                                    | Deniss Vasiļjevs     | Letônia        | 218.52       | 23 | 74.74  | 20 | 143.78 |
| 22                                                    | Alexei Bychenko      | Israel         | 216.60       | 22 | 77.67  | 22 | 138.93 |
| 23                                                    | Julian Zhi Jie Yee   | Malásia        | 205.97       | 24 | 73.63  | 23 | 132.34 |
| 24                                                    | Daniel Samohin       | Israel         | 205.28       | 15 | 82.00  | 24 | 123.28 |
| Não avançaram para a patinação livre / programa longo |                      |                |              |    |        |    |        |
| 25                                                    | Peter James Hallam   | Reino Unido    | 66.06        | 25 | 66.06  | —  | —      |
| 26                                                    | Luc Maierhofer       | Áustria        | 65.78        | 26 | 65.78  | —  | —      |
| 27                                                    | Aleksandr Selevko    | Estónia        | 63.25        | 27 | 63.25  | —  | —      |
| 28                                                    | Paul Fentz           | Alemanha       | 63.24        | 28 | 63.24  | —  | —      |
| 29                                                    | Ivan Shmuratko       | Ucrânia        | 62.99        | 29 | 62.99  | —  | —      |
| 30                                                    | Burak Demirboğa      | Turquia        | 60.79        | 30 | 60.79  | —  | —      |
| 31                                                    | Slavik Hayrapetyan   | Armênia        | 60.66        | 31 | 60.66  | —  | —      |
| 32                                                    | Valtter Virtanen     | Finlândia      | 55.73        | 32 | 55.73  | —  | —      |
| 33                                                    | Donovan Carrillo     | México         | 54.99        | 33 | 54.99  | —  | —      |
| 34                                                    | Lukas Britschgi      | Suíça          | 54.58        | 34 | 54.58  | —  | —      |
| 35                                                    | Igor Reznichenko     | Polónia        | 50.15        | 35 | 50.15  | —  | —      |

### Individual Feminino[2]
| Pos.                                                  | Nome                 | Nacionalidade  | Pontos | PC | PC    | PL | PL     |
| ----------------------------------------------------- | -------------------- | -------------- | ------ | -- | ----- | -- | ------ |
| 1                                                     | Alina Zagitova       | Rússia         | 237.50 | 1  | 82.08 | 1  | 155.42 |
| 2                                                     | Elizabet Tursynbaeva | Cazaquistão    | 224.76 | 3  | 75.96 | 4  | 148.80 |
| 3                                                     | Evgenia Medvedeva    | Rússia         | 223.80 | 4  | 74.23 | 3  | 149.57 |
| 4                                                     | Rika Kihira          | Japão          | 223.49 | 7  | 70.90 | 2  | 152.59 |
| 5                                                     | Kaori Sakamoto       | Japão          | 222.83 | 2  | 76.86 | 5  | 145.97 |
| 6                                                     | Satoko Miyahara      | Japão          | 215.95 | 8  | 70.60 | 6  | 145.35 |
| 7                                                     | Bradie Tennell       | Estados Unidos | 213.47 | 10 | 69.50 | 7  | 143.97 |
| 8                                                     | Sofia Samodurova     | Rússia         | 208.58 | 9  | 70.42 | 8  | 138.16 |
| 9                                                     | Mariah Bell          | Estados Unidos | 208.07 | 6  | 71.26 | 9  | 136.81 |
| 10                                                    | Lim Eun-soo          | Coreia do Sul  | 205.57 | 5  | 72.91 | 10 | 132.66 |
| 11                                                    | Gabrielle Daleman    | Canadá         | 192.67 | 11 | 69.19 | 12 | 123.48 |
| 12                                                    | Loena Hendrickx      | Bélgica        | 186.29 | 13 | 62.60 | 11 | 123.69 |
| 13                                                    | Ekaterina Ryabova    | Azerbaijão     | 179.88 | 17 | 57.18 | 13 | 122.70 |
| 14                                                    | Yi Christy Leung     | Hong Kong      | 177.22 | 14 | 58.60 | 14 | 118.62 |
| 15                                                    | Laurine Lecavelier   | França         | 170.59 | 19 | 56.81 | 15 | 113.78 |
| 16                                                    | Nicole Schott        | Alemanha       | 170.56 | 12 | 63.18 | 17 | 107.38 |
| 17                                                    | Alexandra Feigin     | Bulgária       | 165.31 | 20 | 56.69 | 16 | 108.62 |
| 18                                                    | Daša Grm             | Eslovênia      | 161.16 | 16 | 57.58 | 18 | 103.58 |
| 19                                                    | Chen Hongyi          | China          | 157.59 | 15 | 58.53 | 19 | 99.06  |
| 20                                                    | Eliška Březinová     | Chéquia        | 153.45 | 18 | 57.13 | 20 | 96.32  |
| 21                                                    | Natasha McKay        | Reino Unido    | 151.56 | 21 | 56.40 | 21 | 95.16  |
| 22                                                    | Eva Lotta Kiibus     | Estónia        | 149.99 | 23 | 55.38 | 22 | 94.61  |
| 23                                                    | Alaine Chartrand     | Canadá         | 148.97 | 22 | 55.89 | 23 | 93.08  |
| 24                                                    | Isadora Williams     | Brasil         | 143.22 | 24 | 55.20 | 24 | 88.02  |
| Não avançaram para a patinação livre / programa longo |                      |                |        |    |       |    |        |
| 25                                                    | Ivett Tóth           | Hungria        | 54.87  | 25 | 54.87 | —  | —      |
| 26                                                    | Pernille Sørensen    | Dinamarca      | 54.36  | 26 | 54.36 | —  | —      |
| 27                                                    | Marina Piredda       | Itália         | 53.27  | 27 | 53.27 | —  | —      |
| 28                                                    | Emmi Peltonen        | Finlândia      | 53.22  | 28 | 53.22 | —  | —      |
| 29                                                    | Julia Sauter         | Roménia        | 53.11  | 29 | 53.11 | —  | —      |
| 30                                                    | Anita Östlund        | Suécia         | 53.07  | 30 | 53.07 | —  | —      |
| 31                                                    | Roberta Rodeghiero   | Itália         | 51.50  | 31 | 51.50 | —  | —      |
| 32                                                    | Nicole Rajičová      | Eslováquia     | 51.22  | 32 | 51.22 | —  | —      |
| 33                                                    | Alexia Paganini      | Suíça          | 50.51  | 33 | 50.51 | —  | —      |
| 34                                                    | Valentina Matos      | Espanha        | 50.25  | 34 | 50.25 | —  | —      |
| 35                                                    | Aurora Cotop         | Canadá         | 48.83  | 35 | 48.83 | —  | —      |
| 36                                                    | Kailani Craine       | Austrália      | 48.82  | 36 | 48.82 | —  | —      |
| 37                                                    | Sophia Schaller      | Áustria        | 48.72  | 37 | 48.72 | —  | —      |
| 38                                                    | Elžbieta Kropa       | Lituânia       | 47.95  | 38 | 47.95 | —  | —      |
| 39                                                    | Anastasia Galustyan  | Armênia        | 47.75  | 39 | 47.75 | —  | —      |
| 40                                                    | Kyarha van Tiel      | Países Baixos  | 41.85  | 40 | 41.85 | —  | —      |

### Duplas[2]
| Pos. | Nome                                     | Nacionalidade   | Pontos | PC | PC    | PL | PL     |
| ---- | ---------------------------------------- | --------------- | ------ | -- | ----- | -- | ------ |
| 1    | Sui Wenjing / Han Cong                   | China           | 234.84 | 2  | 79.24 | 1  | 155.60 |
| 2    | Evgenia Tarasova / Vladimir Morozov      | Rússia          | 228.47 | 1  | 81.21 | 2  | 147.26 |
| 3    | Natalia Zabiiako / Alexander Enbert      | Rússia          | 217.81 | 4  | 73.96 | 4  | 144.02 |
| 4    | Peng Cheng / Jin Yang                    | China           | 215.84 | 3  | 75.51 | 5  | 140.33 |
| 5    | Vanessa James / Morgan Ciprès            | França          | 215.19 | 7  | 68.67 | 3  | 146.52 |
| 6    | Aleksandra Boikova / Dmitrii Kozlovskii  | Rússia          | 210.30 | 6  | 69.99 | 6  | 140.31 |
| 7    | Kirsten Moore-Towers / Michael Marinaro  | Canadá          | 200.02 | 5  | 73.08 | 8  | 126.94 |
| 8    | Nicole Della Monica / Matteo Guarise     | Itália          | 195.74 | 8  | 67.29 | 7  | 128.45 |
| 9    | Ashley Cain / Timothy LeDuc              | Estados Unidos  | 193.81 | 9  | 66.93 | 9  | 126.88 |
| 10   | Miriam Ziegler / Severin Kiefer          | Áustria         | 178.66 | 11 | 63.65 | 11 | 115.01 |
| 11   | Ryom Tae-ok / Kim Ju-sik                 | Coreia do Norte | 175.31 | 13 | 58.77 | 10 | 116.54 |
| 12   | Evelyn Walsh / Trennt Michaud            | Canadá          | 174.40 | 12 | 59.84 | 12 | 114.56 |
| 13   | Minerva Fabienne Hase / Nolan Seegert    | Alemanha        | 174.04 | 10 | 64.28 | 14 | 109.76 |
| 14   | Annika Hocke / Ruben Blommaert           | Alemanha        | 166.36 | 16 | 53.16 | 13 | 113.20 |
| 15   | Laura Barquero / Aritz Maestu            | Espanha         | 162.27 | 14 | 55.58 | 15 | 106.69 |
| 16   | Lana Petranović / Antonio Souza-Kordeiru | Croácia         | 153.99 | 15 | 53.70 | 17 | 100.29 |
| 17   | Zoe Jones / Christopher Boyadji          | Reino Unido     | 153.70 | 17 | 52.45 | 16 | 101.25 |
| 18   | Hanna Abrazhevich / Martin Bidař         | Chéquia         | 140.02 | 19 | 48.66 | 18 | 91.36  |
| 19   | Rebecca Ghilardi / Filippo Ambrosini     | Itália          | 133.75 | 18 | 52.02 | 19 | 81.73  |

### Dança no Gelo[2]
| Pos.                             | Nome                                         | Nacionalidade  | Pontos | DC | DC    | DL | DL     |
| -------------------------------- | -------------------------------------------- | -------------- | ------ | -- | ----- | -- | ------ |
| 1                                | Gabriella Papadakis / Guillaume Cizeron      | França         | 222.65 | 1  | 88.42 | 1  | 134.23 |
| 2                                | Victoria Sinitsina / Nikita Katsalapov       | Rússia         | 211.76 | 2  | 83.94 | 2  | 127.82 |
| 3                                | Madison Hubbell / Zachary Donohue            | Estados Unidos | 210.40 | 4  | 83.09 | 3  | 127.31 |
| 4                                | Alexandra Stepanova / Ivan Bukin             | Rússia         | 208.52 | 3  | 83.10 | 4  | 125.42 |
| 5                                | Kaitlyn Weaver / Andrew Poje                 | Canadá         | 205.62 | 5  | 82.84 | 5  | 122.78 |
| 6                                | Madison Chock / Evan Bates                   | Estados Unidos | 204.92 | 6  | 82.32 | 6  | 122.60 |
| 7                                | Piper Gilles / Paul Poirier                  | Canadá         | 200.92 | 8  | 80.44 | 7  | 120.48 |
| 8                                | Charlène Guignard / Marco Fabbri             | Itália         | 199.18 | 7  | 81.66 | 8  | 117.52 |
| 9                                | Kaitlin Hawayek / Jean-Luc Baker             | Estados Unidos | 189.06 | 9  | 75.90 | 10 | 113.16 |
| 10                               | Laurence Fournier Beaudry / Nikolaj Sørensen | Canadá         | 188.10 | 10 | 74.76 | 9  | 113.34 |
| 11                               | Natalia Kaliszek / Maksym Spodyriev          | Polónia        | 183.30 | 11 | 73.64 | 12 | 109.66 |
| 12                               | Sara Hurtado / Kirill Khaliavin              | Espanha        | 180.93 | 12 | 72.45 | 13 | 108.48 |
| 13                               | Lilah Fear / Lewis Gibson                    | Reino Unido    | 179.57 | 15 | 68.46 | 11 | 111.11 |
| 14                               | Marie-Jade Lauriault / Romain Le Gac         | França         | 179.26 | 13 | 71.26 | 14 | 108.00 |
| 15                               | Wang Shiyue / Liu Xinyu                      | China          | 173.89 | 14 | 68.47 | 15 | 105.42 |
| 16                               | Juulia Turkkila / Matthias Versluis          | Finlândia      | 168.12 | 18 | 66.01 | 16 | 102.11 |
| 17                               | Allison Reed / Saulius Ambrulevičius         | Lituânia       | 168.06 | 16 | 67.21 | 17 | 100.85 |
| 18                               | Shari Koch / Christian Nüchtern              | Alemanha       | 162.47 | 17 | 66.91 | 18 | 95.56  |
| 19                               | Anna Yanovskaya / Ádám Lukács                | Hungria        | 156.81 | 20 | 61.96 | 19 | 94.85  |
| 20                               | Oleksandra Nazarova / Maxim Nikitin          | Ucrânia        | 153.43 | 19 | 65.76 | 20 | 87.67  |
| Não avançaram para a dança livre |                                              |                |        |    |       |    |        |
| 21                               | Misato Komatsubara / Tim Koleto              | Japão          | 60.98  | 21 | 60.98 | —  | —      |
| 22                               | Anna Kublikova / Yuri Hulitski               | Bielorrússia   | 56.55  | 22 | 56.55 | —  | —      |
| 23                               | Victoria Manni / Carlo Rothlisberger         | Suíça          | 53.94  | 23 | 53.94 | —  | —      |
| 24                               | Jasmine Tessari / Francesco Fioretti         | Itália         | 53.47  | 24 | 53.47 | —  | —      |
| 25                               | Shira Ichilov / Vadim Davidovich             | Israel         | 52.51  | 25 | 52.51 | —  | —      |
| 26                               | Chantelle Kerry / Andrew Dodds               | Austrália      | 51.94  | 26 | 51.94 | —  | —      |
| 27                               | Katerina Bunina / German Frolov              | Estónia        | 46.22  | 27 | 46.22 | —  | —      |